# Episinus xiushanicus
Episinus xiushanicus är en spindelart som beskrevs av Zhu 1998. Episinus xiushanicus ingår i släktet Episinus och familjen klotspindlar. Inga underarter finns listade i Catalogue of Life.